# Klevakínskoie
Klevakínskoie (en rus: Клевакинское) és un poble de l'óblast de Sverdlovsk, a Rússia, segons el cens del 2010 tenia 1.202 habitants.